# Haighdiagram

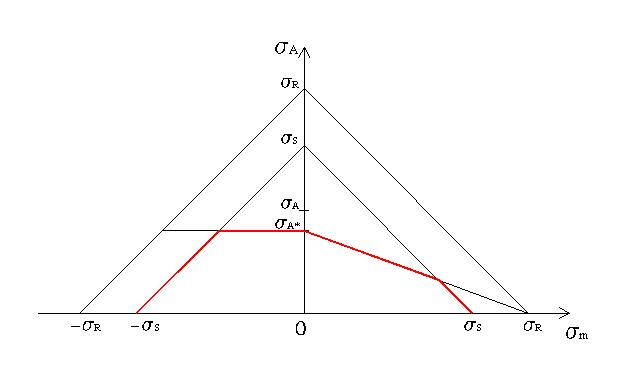
Haighdiagram visande sträckgränsen, brottgränsen (i bilden men betecknas normalt i Sverige) samt den cykliska utmattningsgränsen (i bilden men betecknas normalt i Sverige)

Ett Haighdiagram visar hur amplitud- respektive mittspänning ({\displaystyle \sigma _{a}} respektive {\displaystyle \sigma _{m}}) orsakar utmattning av materialet.
I Haighdiagrammet ovan ses en röd linje som utgår från utmattningsgränsen {\displaystyle \sigma _{u}} som sedan följer sträckgränsen {\displaystyle \sigma _{s}}. Området under denna linje utsätts inte för utmattning. Utanför denna linje sker dock utmattningsbrott. Haighdiagram kan inte skapas enbart för angripande drag- och tryckkrafter, utan även för böjmoment och vridmoment. 
Utmattningsgränsen eller uthållighetsgränsen är den spänningsnivå under vilken ett oändligt antal belastningscykler kan läggas på ett material utan att orsaka utmattningsbrott. Vissa metaller som järnlegeringar och titanlegeringar har en distinkt gräns, medan andra som aluminium och koppar inte har och kommer så småningom att brista även från mindre spänningsamplituder. Där material inte har en distinkt gräns används termen utmattningshållfasthet eller uthållighetshållfasthet och definieras som det maximala värdet av helt omvänd böjspänning som ett material kan motstå under ett specificerat antal cykler utan utmattningsbrott. För polymera material är utmattningsgränsen också allmänt känd som den interna hållfastheten.

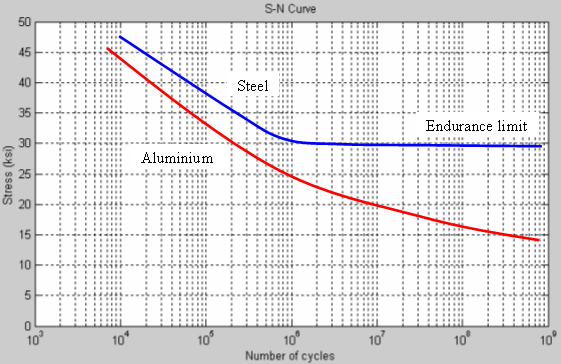
Representativa kurvor för applicerad spänning kontra antal cykler för stål (visar en uthållighetsgräns) och aluminium (visar ingen sådan gräns).

## Definitioner
ASTM definierar utmattningsstyrka, {\displaystyle S_{N_{f}}}, som "värdet av spänning vid vilken fel inträffar efter {\displaystyle N_{f}} cykler", och utmattningsgräns, {\displaystyle S_{f}}, som "gränsvärdet för spänning vid vilken fel uppstår {\displaystyle N_{f}} som blir mycket stor". ASTM definierar inte uthållighetsgränsen, spänningsvärdet under vilket materialet kommer att klara många belastningscykler, utan antyder att det liknar utmattningsgränsen.
Vissa författare använder uthållighetsgräns, {\displaystyle S_{e}}, för den påkänning under vilken brott aldrig inträffar, inte ens för ett obegränsat stort antal belastningscykler, som i fallet med stål, och utmattningsgräns eller utmattningsstyrka, {\displaystyle S_{f}}, för den spänning vid vilken brott inträffar efter ett specificerat antal belastningsscykler, som 500 miljoner, som i fallet med aluminium. Andra författare gör ingen skillnad mellan uttrycken även om de gör skillnad mellan de två typerna av material.

## Typiska värden
Typiska värden för gränsen ({\displaystyle S_{e}}) för stål är hälften av den maximala draghållfastheten, till maximalt 290 MPa. För järn, aluminium och kopparlegeringar, är typiskt 0,4 gånger den slutliga draghållfastheten. Maximala typiska värden för järn är 170 MPa, aluminium 130 MPa och koppar 97 MPa. Observera att dessa värden är för släta "o-skårade" testobjekt. Hållbarhetsgränsen för skårade exemplar (och därmed för många praktiska konstruktioner) är betydligt lägre.
För polymera material har utmattningsgränsen visat sig återspegla den inneboende styrkan hos de kovalenta bindningarna i polymerkedjor som måste brytas för att förlänga en spricka. Så länge som andra termokemiska processer inte bryter polymerkedjan (det vill säga åldring eller ozonangrepp), kan en polymer fungera på obestämd tid utan spricktillväxt när belastningar hålls under den interna styrkan.
Konceptet med utmattningsgräns, och därmed standarder baserade på en utmattningsgräns som ISO 281:2007-förutsägelse av livslängd för rullningslager, är fortfarande kontroversiellt, åtminstone i USA.

## Modifierande faktorer för utmattningsgräns
Utmattningsgränsen för en maskinkomponent, Se, påverkas av en serie element som kallas modifierande faktorer. Några av dessa faktorer listas nedan. 

### Ytfaktor
Den ytmodifierande faktorn, {\displaystyle k_{S}}, är relaterad till både draghållfastheten, {\displaystyle S_{ut}}, av materialet och maskinkomponentens ytfinish.
{\displaystyle k_{S}=aS_{ut}^{b}}
där faktor a och exponent b som finns i ekvationen är relaterade till ytfinishen.

### Gradientfaktor
Förutom att ta hänsyn till ytfinishen är det också viktigt att ta hänsyn till storleksgradientfaktorn {\displaystyle k_{G}}. När det gäller böjning och vridbelastning tas även hänsyn till gradientfaktorn.

### Belastningsfaktor
Lastmodifierande faktor kan identifieras som.
- {\displaystyle k_{L}=0,85} för axiell
- {\displaystyle k_{L}=1} för böjning
- {\displaystyle k_{L}=0,59} för ren vridning

### Temperaturfaktor
Temperaturfaktorn beräknas som
{\displaystyle k_{T}={\frac {S_{o}}{S_{r}}}}
{\displaystyle S_{o}} är draghållfasthet vid driftstemperatur
{\displaystyle S_{r}} är draghållfasthet vid rumstemperatur

### Tillförlitlighetsfaktor
Vi kan beräkna tillförlitlighetsfaktorn med hjälp av ekvationen
{\displaystyle k_{R}=1-0,08Z_{a}}
- {\displaystyle z_{a}=0} för 50 procent tillförlitlighet
- {\displaystyle z_{a}=1,288} för 90 procent tillförlitlighet
- {\displaystyle z_{a}=1,645} för 95 procent tillförlitlighet
- {\displaystyle z_{a}=2,326} för 99 procent tillförlitlighet

## Historik
Begreppet uthållighetsgräns introducerades 1870 av August Wöhler. Emellertid tyder ny forskning på att uthållighetsgränser inte existerar för metalliska material, att om tillräckligt många spänningscykler utförs, kommer även den minsta spänningen så småningom att ge utmattningsbrott.